# Moldava nad Bodvou
Moldava nad Bodvou (em húngaro: Szepsi; alemão: Moldau) é uma cidade da Eslováquia, situada no distrito de Košice-okolie, na região de Košice. Tem 19,77 km² de área e sua população em 2018 foi estimada em 11.332 habitantes.

## Demografia
| Ano:        | 1994 | 2004   | 2014    | 2024   |
| ----------- | ---- | ------ | ------- | ------ |
| Broj ljudi: | 9332 | 9807   | 11 202  | 10 275 |
| Razlika:    |      | +5,09% | +14,22% | -8,27% |

| Ano:               | 2023   | 2024   |
| ------------------ | ------ | ------ |
| Número de pessoas: | 10 254 | 10 275 |
| Diferença:         |        | +0,20% |